# LEW EL 22
Die Tagebaulokomotive EL 22 ist eine Zweikraftlokomotive für den Betrieb auf mit Gleichspannung 3000 Volt elektrifizierten Strecken und wurde beim Lokomotivbau Elektrotechnische Werke „Hans Beimler“ Hennigsdorf (LEW) 1984 in vier Exemplaren gefertigt. Die Lokomotive ist zweigeteilt und besteht aus einem vierachsigen sowie einem zweiachsigen Teil. Diese Lokomotiven wurden in der Sowjetunion und deren Nachfolgestaaten eingesetzt. 2025 sind noch zwei Lokomotiven in Usbekistan bekannt.

## Geschichte
Mit den Lokomotiven wurde ein Kompromiss geschaffen mit sechsachsiger Ausführung und Mittenführerstand für einen öfteren Fahrtrichtungswechsel. Gleichzeitig wurde eine dreiteilige Lokomotive wie die Tagebaulokomotive KEL 3 vermieden.
Die Lokomotiven entstanden im Jahr 1987. Die Lokomotive 004 wurde auf der Leipziger Messe gezeigt. Die Lokomotiven waren für den Betrieb bei Temperaturen bis −50 °C und auf Steigungen bis 60 ‰ ausgelegt.
Auf Grund ihrer geringen Stückzahl kam die Baureihe nicht über einen Status einer Versuchslokomotive hinaus. 2025 sind noch zwei Lokomotiven bekannt, die im Bergbau- und Metallurgiewerk Almalyk nicht betriebsfähig vorhanden sind.

## Technik

### Mechanik
Die zweigeteilten Lokomotiven vereinen in sich die Vorteile der hohen Leistung durch den sechsachsigen Antrieb mit der guten Gleislage durch zweiachsige Drehgestelle und der Ausführung mit dem Mittelführerstand. Ein Lokkasten stützt sich auf zwei Drehgestelle ab, der andere auf ein Drehgestell. Beide Lokteile sind über eine Spezialkupplung miteinander verbunden.
Jeder Lokkasten ist für eine Belastung von 3000 kN ausgelegt. Sie sind als Schweißkonstruktion entstanden und haben am jeweiligen Fahrzeugende eine verstärkte Mittelpufferkupplung Bauart SA-3. In der Mitte der Lok befindet sich der Führerstand, in dem für den Einmannbetrieb zwei diagonal angeordneten Bedienpulte angeordnet sind. Dort sind die Schaltschränke für die Steuerung. Die übrigen Maschinenelemente befinden sich in den beiden tiefer liegenden Maschinenräumen, zu denen durch verriegelbare Türen vom Führerhaus aus oder durch abnehmbare Klappen vom Maschinenraumdach bzw. seitliche Klappen Zugang besteht. Die Kühlluft für die Kühlung der Fahrmotoren und der elektrischen Ausrüstung wird über Lüftungsgitter mit Filtermatten angesaugt. Im Winterbetrieb werden der Kompressor und der Umformer auf Umluftbetrieb umgestellt. Auf jedem Fahrzeugteil befinden sich ein Haupt- sowie zwei Hilfsstromabnehmer.
Die Drehgestelle sind in Schweißkonstruktion hergestellt und mit dem jeweiligen Oberrahmen über Drehzapfen angelenkt. Der Oberrahmen stützt sich über die indirekte Federung mit zwei seitlichen Abfederungen über Blattfedern und zwei rollenden Abstützungen an jedem Drehgestellendträger ab. Die Drehgestelle untereinander haben gleiche Abstände, sodass sich das eine Drehgestell am inneren Ende des größeren Lokkastens befindet. Die Räder sind mit den Fahrmotoren über Tatzlagerantrieb verbunden und haben beidseitigen schräg verzahnten Antrieb sowie Öltauchschmierung. Im Drehgestell sind sie über die direkte Federung mit Lemniskatenlenkern, parallelen Blattfedern und Schraubenfedern gelagert. Die Scheibenräder haben aufgeschrumpfte Radreifen.
Die automatische Druckluftbremse nach sowjetischer Bauart wirkt direkt und indirekt. Die Räder werden beidseitig mit Bremsklötzen abgebremst. Dabei umklammern die Bremsklötze den Radreifen. Jedes Drehgestell besitzt eine Magnetschienenbremse, vorhanden sind ferner eine Widerstandsbremse und eine Federspeicherbremse als Feststellbremse.

### Elektrik
Die Lokomotiven sind für einen Betrieb auf Gleichspannung von 3000 V und 1500 V ausgelegt. Die Umschaltung zwischen beiden Systemen geschieht automatisch. Bei 1500 V (überwiegend auf Strossengleisen) sind die Leistungsdaten entsprechend geringer. Dabei werden die Motoren nicht umgruppiert, da dort nur geringe Geschwindigkeiten gefahren werden. Es werden nur die Hilfsbetriebeumformer und die Heizung auf volle Leistung umgeschaltet. Die Lokomotiven sind mit Anfahr- und Bremswiderständen für 22 Stufen in Reihen- sowie 14 Reihenparallel- und 12 Parallelstufen ausgelegt. In jeder Stufe gibt es drei Shuntstufen. Die Lokomotiven werden mit einem elektronisch betriebenen Schaltwerk mit elektronischem Gleit- und Schleuderschutz gesteuert. Der Hochspannungskreis ist abgesichert über den Hauptschalter, Überstrom- und Differentialrelais bzw. Schmelzsicherungen. Die elektrische Bremse wird mit 22 Stufen realisiert.
Für die Lüfter und Luftverdichter ist ein Drehstromnetz, erzeugt durch zwei Umformer, vorhanden. Die Magnetschienenbremse wird elektrisch aus dem Drehstromnetz über Gleichrichter gespeist. Für das Bordnetz ist eine Batterie für 48 V vorhanden, sie wird ebenfalls aus dem Drehstromnetz geladen. Stromabnehmer, Leistungsschalter und Wende- sowie Motortrennschütze werden mit Druckluft betrieben. Mit den Lokomotive sind Doppeltraktionen mit zwei Fahrzeugen möglich. Sie besitzen Sicherheitsfahrschaltung, Kühlfach, Kochplatte, Klimaanlage, Kleideranlage und Waschbecken, Entgleisungsmeldung, Einrichtung für das Fernkippen der Einseitenkipper und Zugfunk.